# Toshiko
Toshiko (jap. としこ, トシコ) – żeńskie imię japońskie.

## Możliwa pisownia
Toshiko można zapisać używając wielu różnych znaków kanji i może znaczyć m.in.:
- 敏子, „bystre dziecko”[1]
- 俊子, „utalentowane dziecko”
- 淑子, „dobry/czysty, dziecko”
- 寿子, „pozdrowienie, dziecko”
- 稔子, „dojrzałe ziarna, dziecko”

## Znane osoby
- Toshiko Abe (俊子), japońska polityk
- Toshiko Akiyoshi (敏子), wybitna japońska pianistka, kompozytorka, aranżerka i bandliderka jazzowa
- Toshiko Fujita (淑子), japońska seiyū
- Toshiko Kowada (敏子), japońska tenisistka stołowa
- Toshiko Sawada (敏子), japońska seiyū
- Toshiko Tamura (俊子), pseudonim japońskiej powieściopisarki
- Toshiko Ueda (トシコ), japońska mangaka

## Fikcyjne postacie
- Toshiko Sato, główna bohaterka serialu telewizyjnego Torchwood